# Olav Økern
Olav Nilsen Økern (* 3. Juni 1911 in Hole; † 11. April 2000 ebenda) war ein norwegischer Skilangläufer.
Økern, der für den Bærums skiklub startete, gewann bei den Nordischen Skiweltmeisterschaften 1938 in Lahti die Silbermedaille mit der Staffel. Zudem errang er dort den 61. Platz über 18 km. Im Jahr 1940 siegte er beim Holmenkollen Skifestival über 18 km und belegte über 50 km den achten Platz. Bei den Olympischen Winterspielen 1948 in St. Moritz holte er die Bronzemedaille mit der Staffel und kam im Lauf über 18 km auf den 13. Platz. Im Jahr 1950 erhielt er die Holmenkollen-Medaille. Bei den Olympischen Winterspielen 1952 in Oslo wurde er Vierter über 50 km. Im selben Jahr kam er bei den norwegischen Meisterschaften auf den dritten Platz über 30 km und auf den zweiten Rang über 50 km.